# Apelles Schickhardt
Apelles Schickhardt (* 1. September 1580 in Tübingen; † 20. November 1610 ebenda) war ein württembergischer Maler, der in Tübingen wohnte. Er war ein Sohn des Malers Hans Schickhardt sowie der Stiefsohn von Jacob Züberlin.

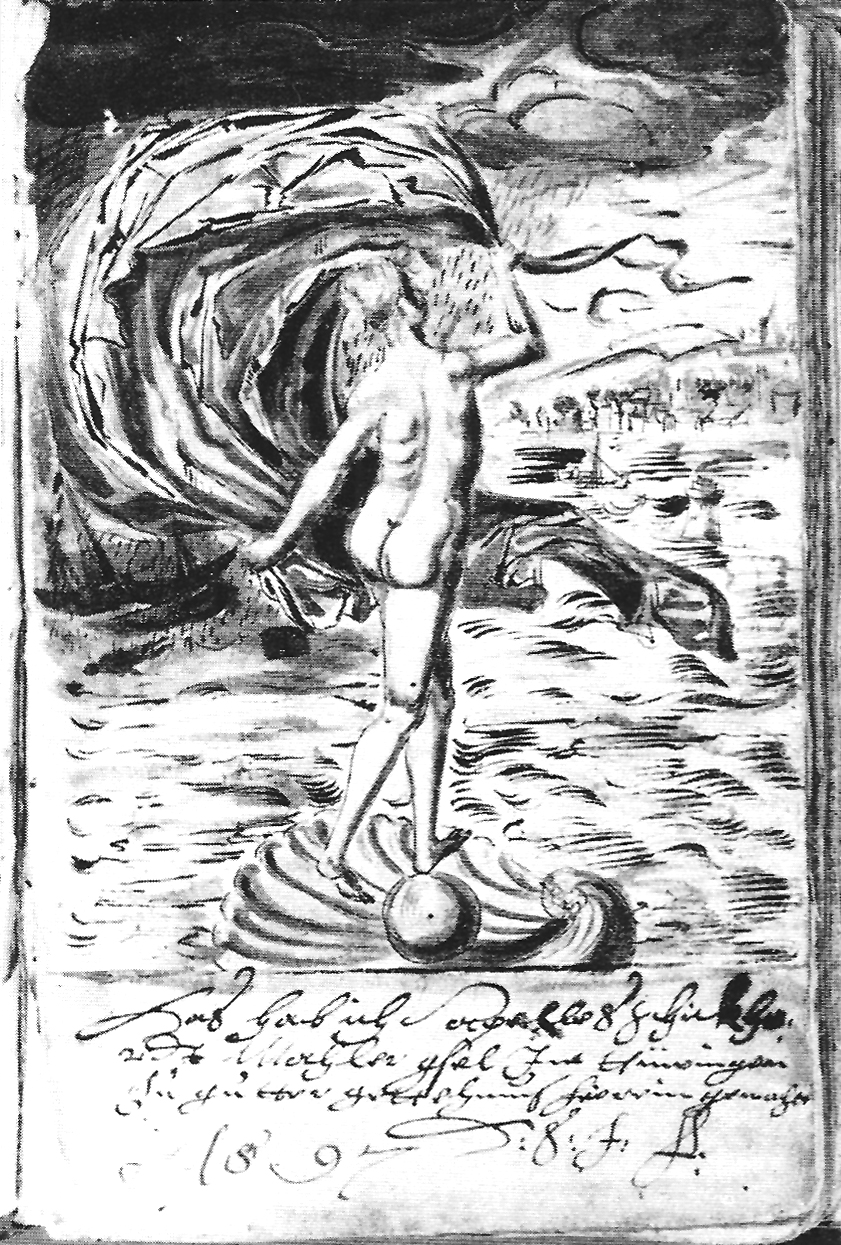
Fortuna (Zeichnung im Stammbuch des Johann Georg Nocker, 1597)

## Leben
Apelles Schickhardt war der einzige Sohn von Hans Schickhardt, der das Kindesalter überlebte. Er stammte aus dessen zweiter Ehe mit der wesentlich jüngeren Ursula geb. Laubin, die ebenfalls Malerin war. Er war noch ein Junge, als sein Vater starb, von ihm konnte er also noch nichts lernen. Da seine Mutter wieder heiratete und zwar den Maler Jacob Züberlin, konnte Apelles von seinem Stiefvater eine Ausbildung als Maler bekommen.
1598 oder etwas später dekorierte er zusammen mit Georg Baur den Erker des Tübinger Rathauses. 1598 und überwiegend auch in den darauf folgenden Jahren arbeitete er bei seinem Stiefvater. So arbeitete er auch mit Jacob Züberlin zusammen, als dieser im September 1605 die Ausmalung der neu nach Plänen von Heinrich Schickhardt erbauten Stadtkirche in Freudenstadt übernahm. Dieses aufwendige Projekt hatte für den Herzog Friedrich eine besondere Bedeutung und zog sich insgesamt mehr als drei Jahre hin. Nachdem Jacob Züberlin 1607 gestorben war, übernahm Apelles Schickhardt – dank der Unterstützung seiner Mutter – die Leitung der Malerarbeiten und führte sie bis zum Abschluss im Herbst 1608 (bzw. Anfang 1609) fort. Die umfangreiche Bemalung umfasste viele religiöse Szenen, Rippen, kunstreiche Ummalung der Fenster und Türen, aber auch Bemalung der 26 Emporenreliefs mit ihren Friesen. Er übernahm von Jacob Züberlin vollkommen dessen Stil, so dass später gar kein Unterschied zwischen den Arbeiten von Züberlin und seinen eigenen festzustellen war. Apelles Schickhardt bemalte auch für die Kirche ein aus dem 15. Jh. stammendes Kruzifix. Er war vermutlich bereits zuvor an der Ausmalung der Kirche in Hornberg beteiligt, die ebenfalls von Heinrich Schickhardt gebaut worden war.
Es ist nur eine Arbeit von Apelles Schickhardt erhalten geblieben: eine bescheidene Zeichnung in einem Stammbuch, die Fortuna darstellt. „Die ziemlich geringe, sorgfältig durchgeführte Zeichnung ist stilistisch deutlich von Züberlin abhängig. Der Künstler bemüht sich sichtlich um ein interessantes kontrapostisch angespanntes, manieristisches Motiv. Das wehende, als Segel aufgespannte Tuch ist kleinteilig in viele scharfgratig gebrochene Falten gegliedert.“
Apelles Schickhardt heiratete am 6. Juni 1609 Maria Möst aus Füssen. Er starb jedoch jung – bereits im folgenden Jahr – an der Pest. Er hatte einen Sohn, den im Januar 1611 geborenen gleichnamigen Apelles, der bereits mit 17 verstarb.
Maria Schickhardt heiratete 1611 Jacob Ramsler.

## Erhaltene Arbeit
- 1597 Fortuna (Zeichnung im Stammbuch des Johann Georg Nocker, Württembergische Landesbibliothek Stuttgart)